# Gintaras Staučė
Gintaras Staučė (ur. 24 grudnia 1969 w Olicie) – litewski piłkarz, występujący na pozycji bramkarza, wielokrotny reprezentant Litwy, trener piłkarski.

## Kariera piłkarska

### Kariera klubowa
Uczył się w szkołach średnich w Olicie, Poniewieżu i Wilnie. W latach 1987–1988 studiował w Litewskim Instytucie Kultury Fizycznej, a od 1989 do 1993 w Instytucie Kultury Fizycznej w Moskwie.
W 1987 był zawodnikiem FBK Kowno. W styczniu 1988 przeniósł się do Spartaka Moskwa. Wystąpił w jednym meczu Pucharu Związku Radzieckiego sezonu 1988–1989. Przez kolejne lata był graczem rezerwowym. W 1992 jako zawodnik Spartaka zadebiutował w rozgrywkach ligowych o Mistrzostwo Rosji. W tym samym roku wraz ze Spartakiem zdobył tytuł mistrzowski. W latach 1992–1993 był zmiennikiem Stanisława Czerczesowa, a w rundzie wiosennej sezonu 1994 pierwszym bramkarzem moskiewskiego zespołu. W tym czasie zdobył dwa kolejne tytuły Mistrza Rosji oraz Puchar Rosji.
W sierpniu 1994 przeniósł się do tureckiego Galatasaray SK. W kolejnych sezonach reprezentował kluby Karşıyaka SK i Sarıyer GK. Od początku sezonu 1997–1998 był zawodnikiem MSV Duisburg, gdzie pełnił funkcję zmiennika Norwega Thomasa Gilla. W następnych trzech sezonach był podstawowym bramkarzem. W latach 2001–2004 występował w barwach klubów greckich. Przez trzy sezony grał w łotewskim FK Jūrmala, gdzie w 2006 zakończył karierę piłkarską.

### Kariera reprezentacyjna
Był zawodnikiem juniorskich reprezentacji ZSRR. W 1986 na Mistrzostwach Europy do lat 16 zajął 3. miejsce, a dwa lata później zdobył Mistrzostwo Europy do lat 18. Jako zawodnik drużyny radzieckiej wystąpił w jednym meczu Mistrzostw Świata do lat 20 w Arabii Saudyjskiej w 1989. W 1991 rozegrał 5 meczów w olimpijskiej drużynie ZSRR w ramach eliminacji do turniej finałowego na Igrzyskach w Barcelonie.
25 marca 1992 zadebiutował w reprezentacji Litwy w meczu z drugą reprezentacją Polski w Rydułtowach. W kolejnych latach regularnie występował w drużynie narodowej, reprezentując Litwę w meczach eliminacji Mistrzostw Świata i Europy. Po raz ostatni jako reprezentant Litwy wystąpił 5 czerwca 2004 w przegranym 1–4 meczu towarzyskim z Portugalią. Łącznie rozegrał 61 meczów w litewskiej kadrze.

## Kariera trenerska
Po zakończeniu kariery piłkarskiej pozostał w klubie FK Jūrmala, gdzie zajmował się szkoleniem bramkarzy. W kwietniu 2007 wszedł w skład sztabu szkoleniowego Spartaka Moskwa. Współpracę ze Spartakiem zakończył w grudniu 2009. W lutym 2010 został asystentem selekcjonera reprezentacji Litwy Raimondasa Žutautasa, odpowiedzialnym za pracę z bramkarzami.

## Sukcesy i odznaczenia

### Sukcesy klubowe
- Mistrz Rosji: 1992, 1993, 1994
- zdobywca Pucharu Rosji: 1994

### Sukcesy reprezentacyjne
- 3. miejsca na Mistrzostwach Europy U-16: 1986
- Mistrz Europy U-18: 1988
- uczestnik Mistrzostw Świata U-20: 1989

### Sukcesy indywidualne
- najlepszy piłkarz Litwy: 1995, 1996[7]

### Odznaczenia
- 1988: tytuł Mistrza Sportu ZSRR